# Carlo Francesco Bassi
Carlo Francesco Basso (Torino, 12 ottobre 1772 – Turku, 11 gennaio 1840) è stato un architetto italiano, attivo in Finlandia, dove contribuì a introdurre l'architettura neoclassica.

## Biografia

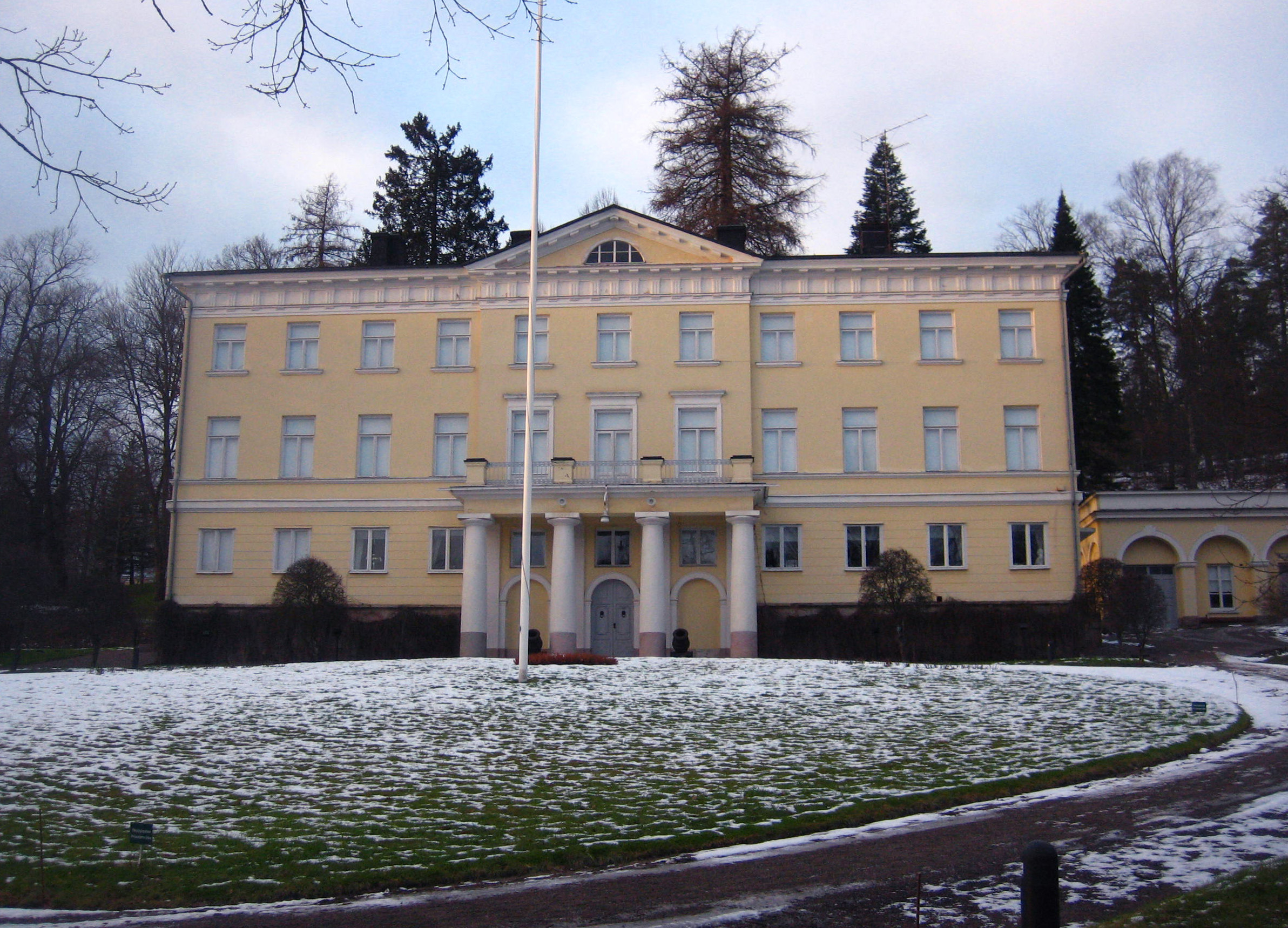
Fiskarsin Kivimuuri a Raseborg.

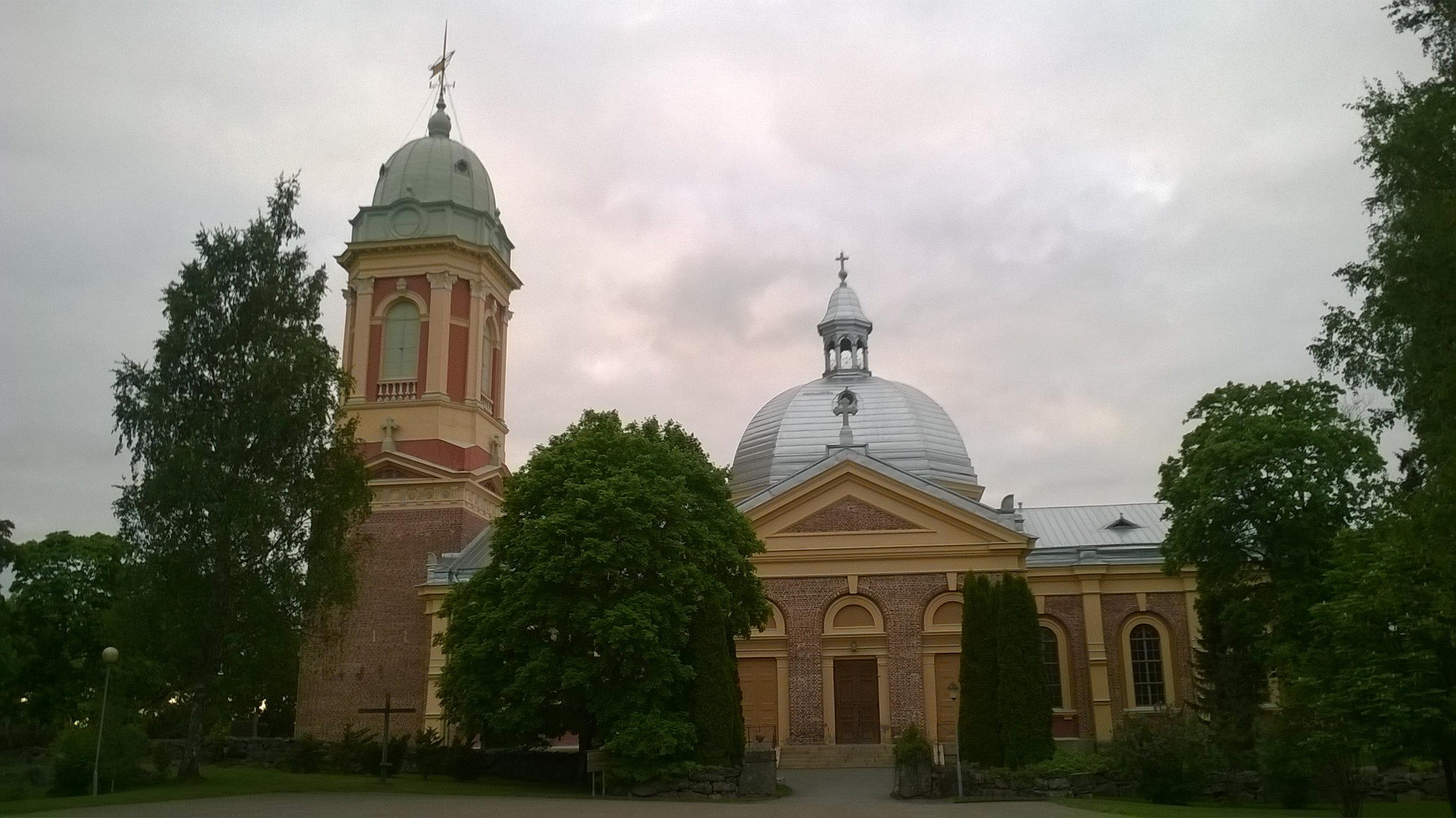
Chiesa di Kanta-Loimaa

Carlo Bassi lasciò Torino molto giovane al seguito della madre e della sorella maggiore Giovanna Bassi (1762–1834), che aveva avuto un contratto come prima ballerina con l'Opera reale di Stoccolma. Carlo iniziò nel 1784 i suoi studi di architettura presso l'Accademia delle arti di Stoccolma sotto la guida di Jean Louis Desprez, architetto, pittore e scenografo francese di cui diventa anche collaboratore. Successivamente, grazie a una borsa di studio della Corona svedese, ebbe modo di recarsi in Italia dove rimase ben 7 anni, un periodo di studio poco documentato, passato prevalentemente a Roma, dove conobbe numerosi giovani artisti legati al nuovo stile neoclassico.
Ritornato in Svezia collaborò con Carl Christoffer Gjörwell con cui aveva stretto amicizia durante gli studi accademici con Desprez e con il quale aveva condiviso una parte del periodo romano. Ai due è attribuita l'elaborazione di uno stile neoclassico estremamente sobrio detto "gustaviano" dal nome del sovrano.
Nel 1802 si recò in Finlandia (all'epoca parte della Svezia) per supervisionare la costruzione di un nuovo edificio per l'Accademia di Turku progettato da Gjörwell. Il completamento della costruzione dell'edificio fu ritardato fino al 1815, anche a cause dell'occupazione russa e così Bassi ebbe modo di operare come architetto indipendente a Turku, in un'area in cui l'architettura in muratura e il concetto di progettazione non si era ancora affermata. Da allora le sue opere sono localizzate quasi esclusivamente in Finlandia allora territorio conteso tra Svezia e Russia. Nel 1810 divenne anche il primo direttore dell'Ufficio d'Intendenza, una struttura centralizzata con competenza sulle iniziative edilizie pubbliche nel territorio finnico, in particolare per nuovi edifici ecclesiastici. Per tale incarico si stabilì anche, per un breve periodo a Helsinkj, per poi tornare a Turku all'attività professionale privata.

## Opere

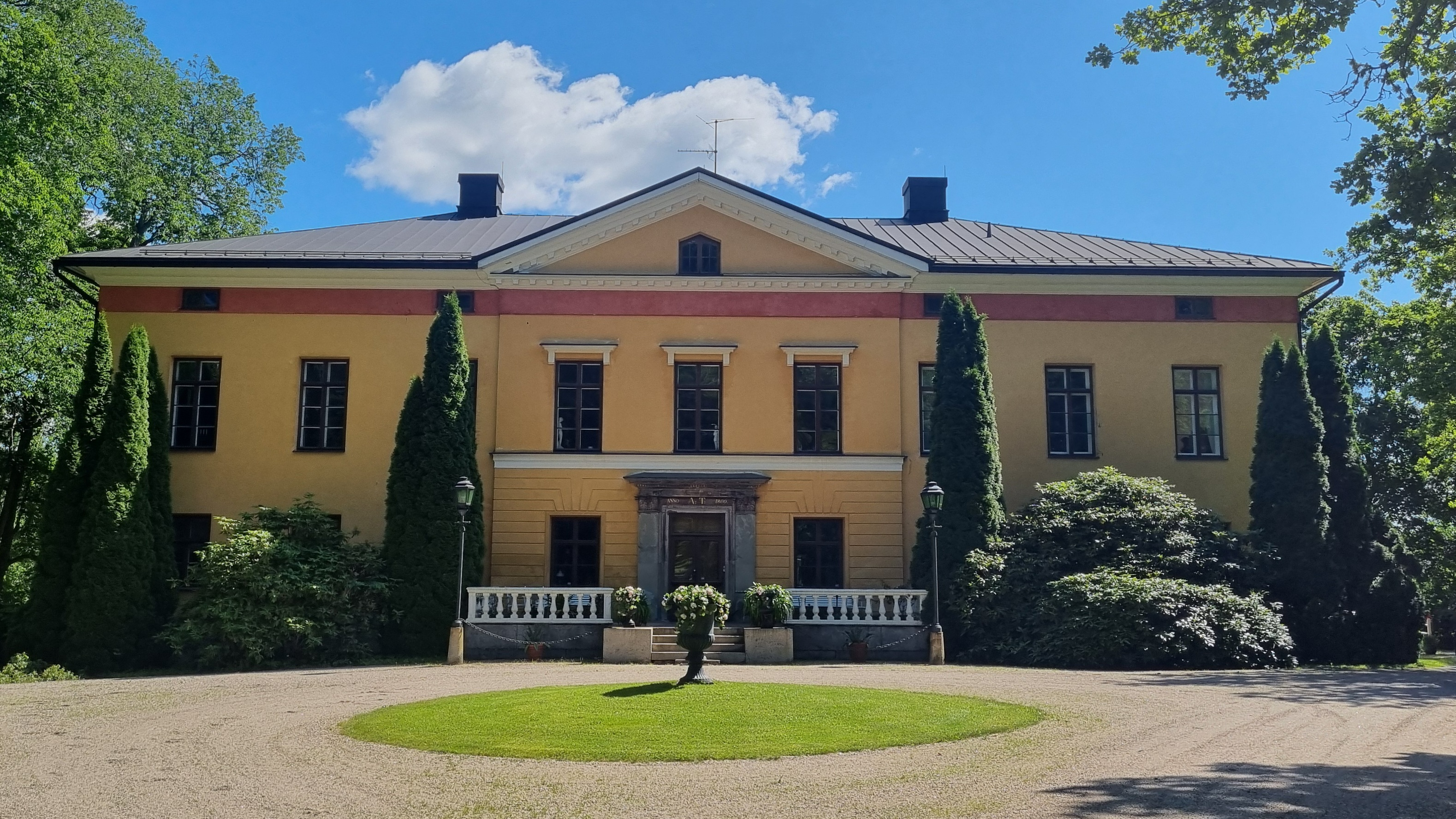
Maniero di Wiurila.

Una parte rilevante dell'attività di Bassi è legata alla progettazione di numerosi edifici religiosi per conto dello Stato e finanziate dalle comunità e costruite a volte in legno e a volte in muratura. Si tratta di una produzione legata a schemi planimetri abbastanza semplici (ricorrente la pianta a croce greca) e da un'immagine esterna estremamente sobria in cui i prospetti sono caratterizzati da cornici sottili e arricchiti da isolati elementi classicheggianti a sottolineare l'ingresso come le paraste doriche della chiesa di Koski e di Valkjärvi o le colonne di quella di Kemi.
Carlo Bassi progettò l’edificio principale della tenuta Maniero di Wiurila per la famiglia Armfelt.
Tra le opere più tarde di Bassi, l'edificio principale dell'Università Åbo Akademi di Turku è stato proposto come il più riuscito e il colonnato centrale della facciata mostra possibili influenze dell'architettura di Carl Ludvig Engel.